# Nagel

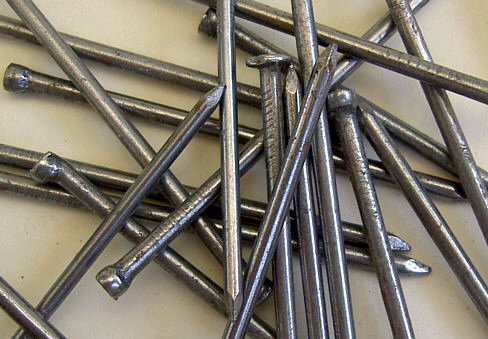
Stahlnägel oder Drahtstifte

Ein in der Technik gebrauchter Nagel (von ahd. nagal in der Bedeutung von Finger- bzw. Zehnagel oder Klaue) ist ein am unteren Ende zugespitzter und am oberen Ende verdickter oder mit abgeplattetem Kopf versehener Stift aus Metall. Er dient zum Verbinden von vorwiegend aus Holz bestehenden Teilen. Genormt im Holz positionierte Nägel nennt man Nagelbild.
Die gängigsten Metalle, aus denen Nägel gefertigt werden, sind Stahl, Kupfer und Messing. Nägel werden entweder mit dem Hammer eingeschlagen oder mit dem Druckluftnagler eingeschossen.
Nägel sind die ältesten bekannten Verbindungselemente. Nägel aus Holz wurden nachweislich schon 5101 v. Chr. zum Vernageln eines Holzbrunnens in Sachsen gebraucht.

## Herstellung

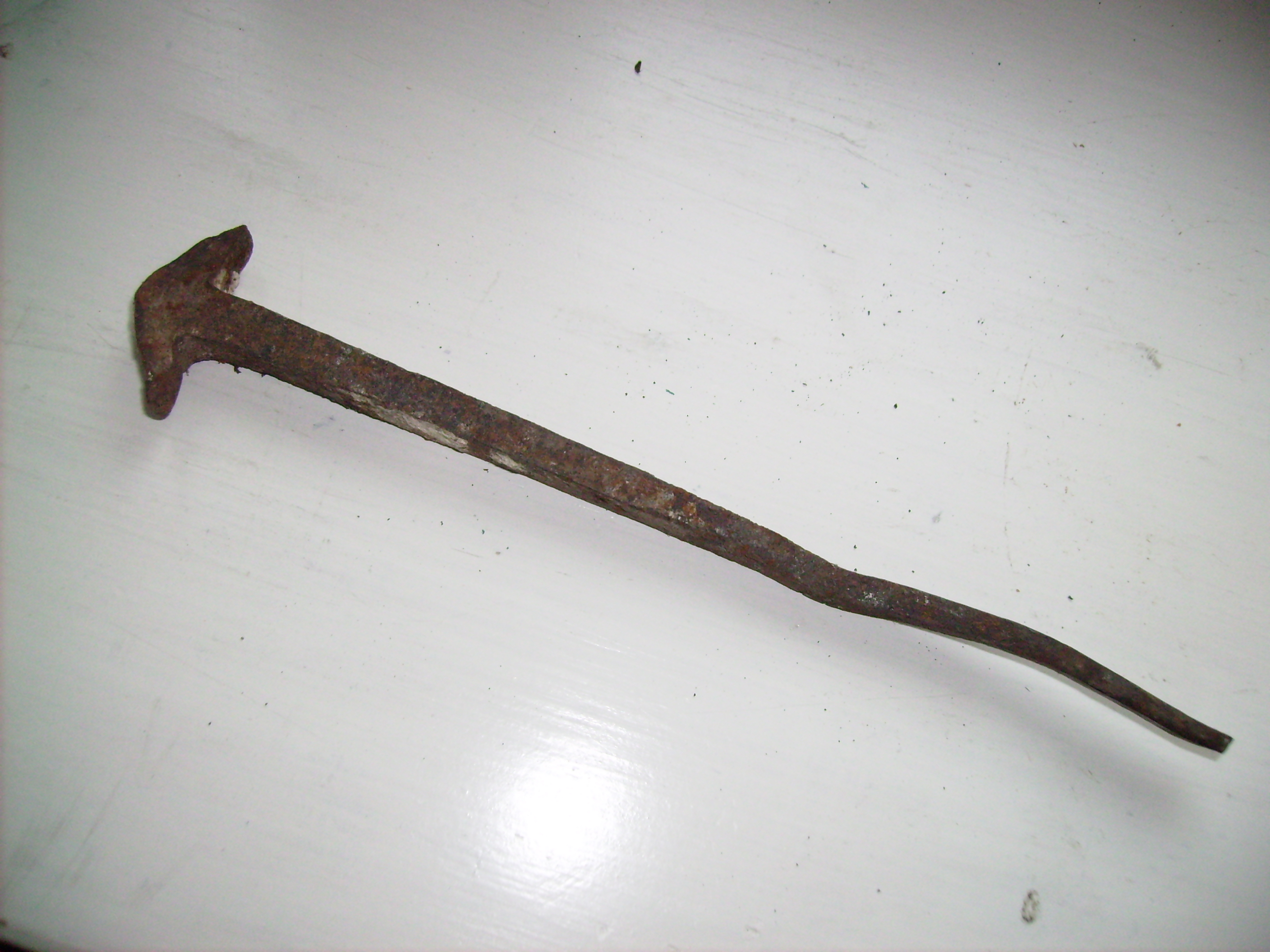
Großer handgeschmiedeter Nagel (15 cm)

Nägel aus Metall wurden ursprünglich vom Nagelschmied geschmiedet. Bestimmte Nageltypen, wie Nägel für Hufeisen, können auch heute noch so gefertigt werden.
Die ersten bekannten Versuche zur maschinellen Herstellung von Nägeln erfolgten in Neuengland ab 1775 durch Schneiden von leicht konischen Streifen aus Blechplatten mit anschließender Anstauchung des Nagelkopfes und der Nagelspitze. Einer der damaligen Erfinder war der Amerikaner Jacob Perkins. In England erhielt 1790 Thomas Clifford zwei Patente zur Fabrikation von Nägeln.
In etwa dem gleichen Zeitraum begann in Frankreich die maschinelle Produktion von Nägeln aus Draht. Ab 1806 sind die ersten französischen Patente bekannt. Diese frühen Drahtstifte wurden als Französische Nägel, Pariser Nägel oder Pariser Stifte bezeichnet.
Die Ablösung des geschmiedeten Nagel durch rationellere maschinelle Fertigung war ein längerer Entwicklungsprozess. So wurden Drahtstifte für Polsterer in Nordamerika erstmals um 1850 in New York produziert und größere Nägel aus Draht erst ab 1870 durch deutsche Auswanderer auf aus Deutschland importierten Maschinen.
Heute werden Nägel aus Draht durch Kaltumformung gefertigt.

## Material

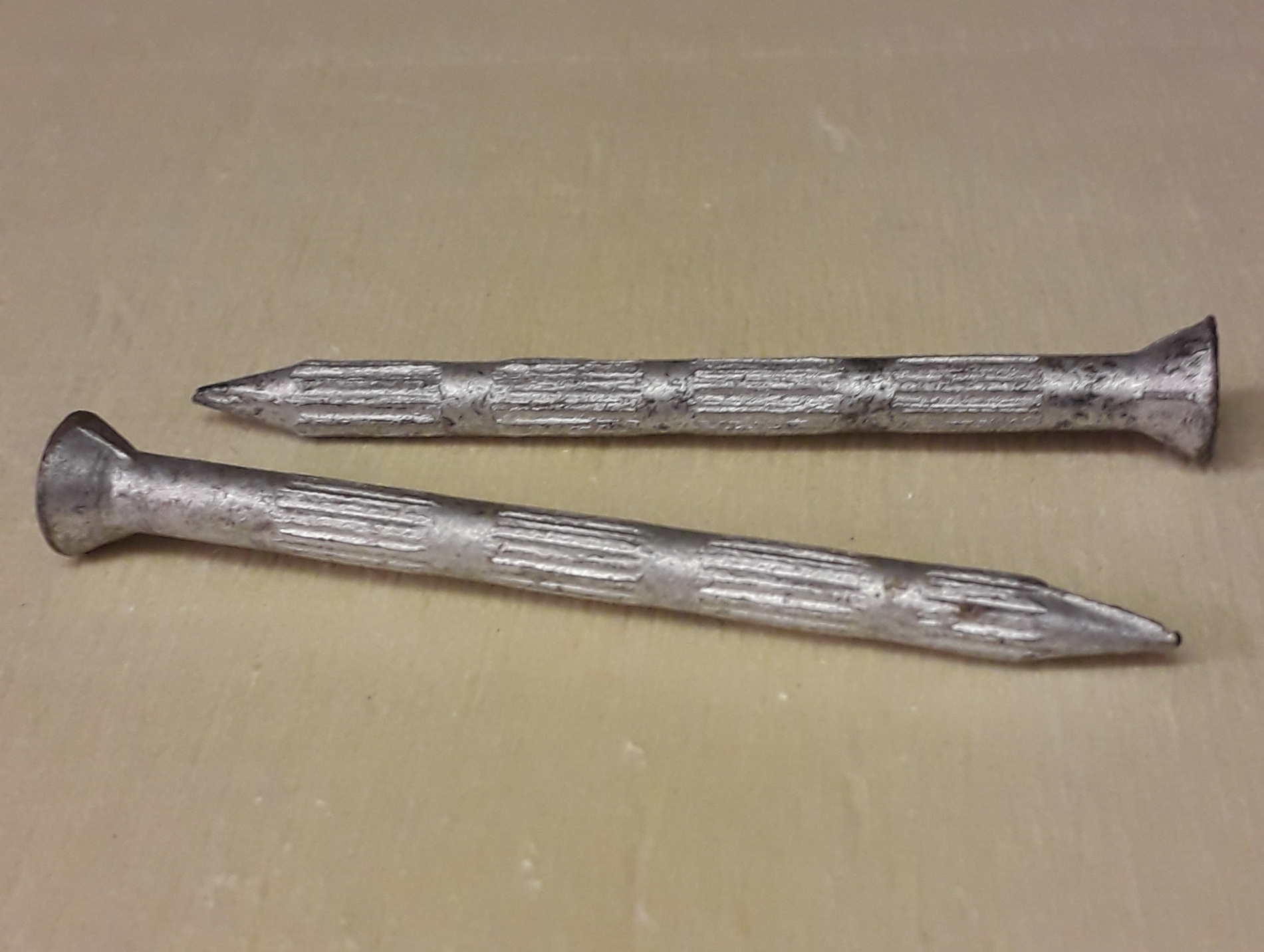
Stahlnagel 4,5 × 60

### Stahl
Alle modernen Nägel werden aus Stahl gefertigt. Wenn Nägel explizit als Stahlnägel angeboten werden, sind damit meist gehärtete Stahlnägel gemeint, die nach dem Glühen gehärtet werden, etwa im Salzbad.
Nicht gehärtete Stahlnägel verbiegen leicht und müssen mit geraden Hammerschlägen eingetrieben werden.
Gehärtete Stahlnägel verbiegen gewöhnlich nicht, sondern brechen, wenn sie auf Biegung belastet werden.
Um feine Holzleisten beim Vernageln nicht zu spalten, werden sehr dünne Leistenstifte verwendet. Lange und dünne Leistenstifte werden gehärtet, da sie sich andernfalls kaum einschlagen lassen, ohne zu biegen.
Im Bauwesen werden gehärtete Nägel verwendet, um sie in mineralische Materialien wie zementhaltigen Putz, weiche Ziegelsteine oder Beton (niedriger Festigkeitsklasse) zu treiben.
Im Gegensatz zum Ankernagel weist der Schaft von gehärteten Nägeln für mineralische Baustoffe häufig eine (unterbrochene) Längsriffelung auf, die Griff und Auszugsfestigkeit verbessern soll.
Mit einem Betonnagler, Nagelschuss-, Bolzenschuss- oder Bolzensetzgerät können gehärtete Nägel auch mithilfe einer Treibladung gesetzt werden. Einige Geräte eignen sich auch, um gehärtete Nägel in Bauelemente aus Stahl zu treiben.

#### Rostfreie Stahlnägel
Stahlnägel werden verzinkt oder aus nichtrostendem Stahl gefertigt, um sie vor Rost zu schützen. Eine Lackierung von Nägeln erfolgt in der Regel zu dekorativen Gründen und bietet keinen dauerhaften Korrosionsschutz.

### Kupfer und Messing
Nägel aus Kupfer und Messing
- werden zu dekorativen Zwecken verwendet, wenn etwa im Möbelbau ein rötlich metallischer oder goldfarbener Messingfarbton dem silbrig glänzendem Stahl vorgezogen wird,
- rosten nicht, was unter anderem im Bootsbau vorteilhaft ist,
- sind nicht magnetisch.

### Holz

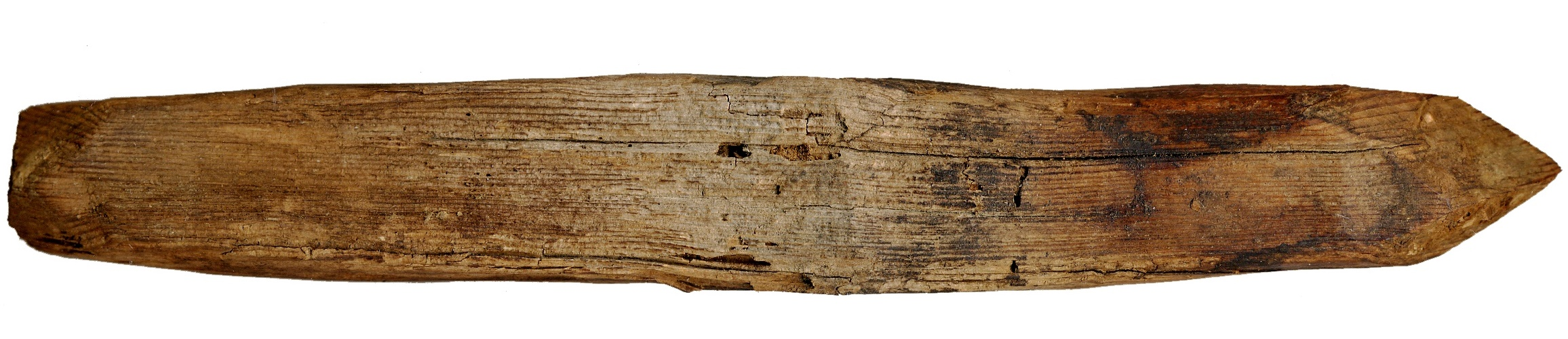
Holznagel

Holznägel wurden von Tischlern und Zimmerern selber gefertigt und werden in der Restaurierung sowie teilweise im ökologischen Bauen heute noch verwendet. Da Holznägel keinen Kopf haben, wurden sie überwiegend zum Sichern von traditionellen Holzverbindungen verwendet, so etwa im Fachwerk-, Fenster- und Möbelbau. Zum Befestigen von Beplankungen, Verschalungen, Blech, Beschlägen und ähnlichem wurden stattdessen vom Schmied gefertigte eiserne Nägel verwendet. Seit dem Beginn der maschinellen Fertigung von Eisenwaren im Zuge der Industrialisierung wurden die Holznägel weitgehend von Nägeln aus Stahl verdrängt.

## Nageltypen

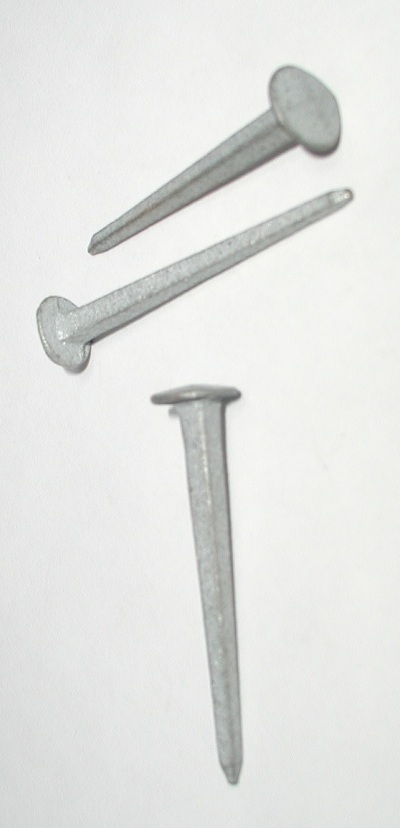
Konische Vierkantnägel (Spiekernagel)

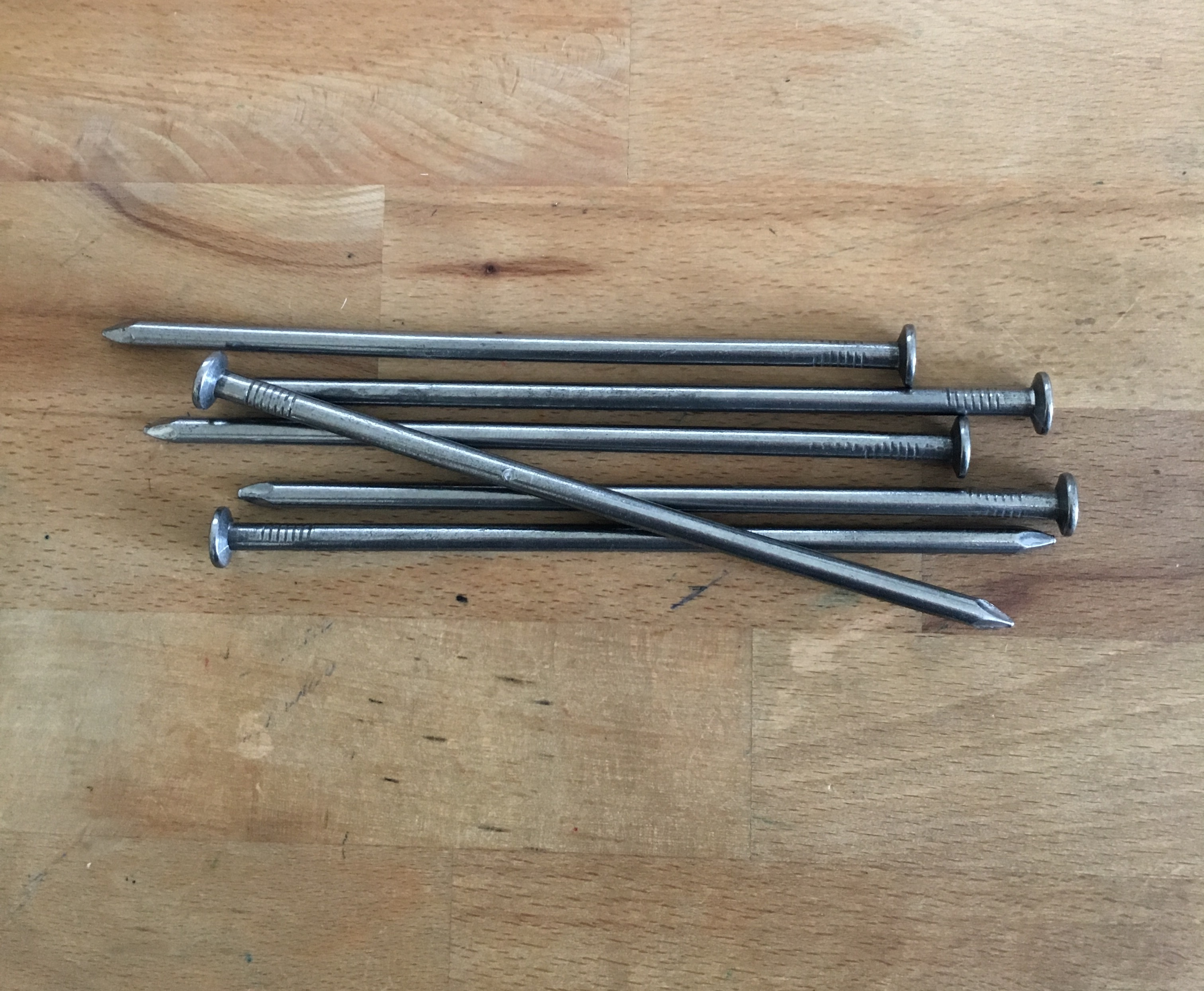
Drahtstifte Senkkopf 2,8 × 65

### Stift
Kleinere Nägel werden auch als Stifte oder Drahtstifte bezeichnet. Ein Stift in der Dimension 28/65 etwa hat einen Durchmesser von 2,8 mm und eine Länge von 65 mm. Drahtstifte werden z. B. zum Annageln von Holzschalung genutzt.
Stifte mit gestauchtem Kopf werden auch als Leistenstifte oder Sockelleistenstifte bezeichnet. Gestauchte Nagelköpfe sind so schmal, dass sie nach dem Einschlagen kaum noch zu sehen sind. Stifte mit einem breiten Kopf heißen auch Kammzwecken.  Tapetenstifte können entweder einen breiten Kopf (zum Anheften von Tapeten) oder einen schmalen Kopf (zum Befestigen von Tapetenleisten) haben.

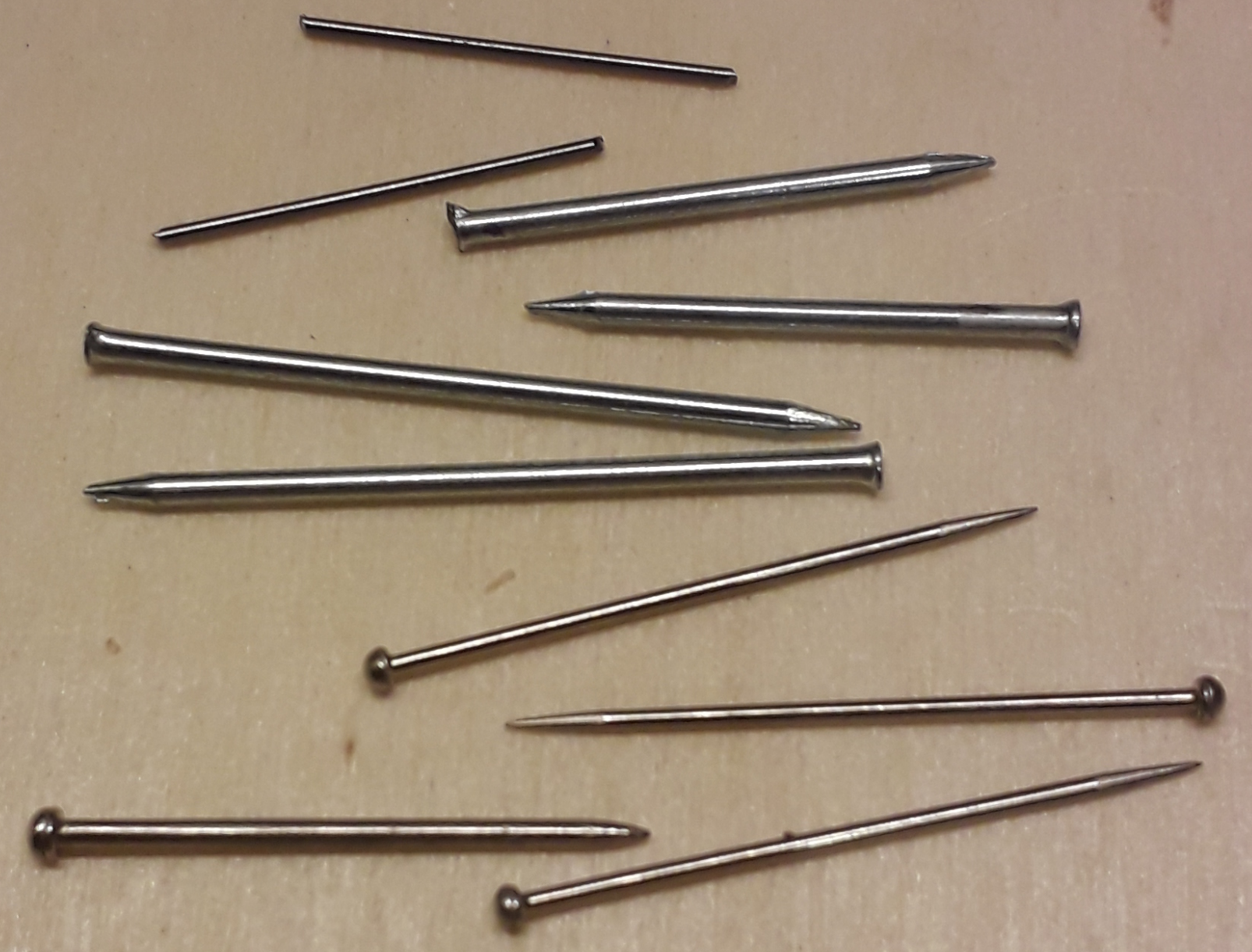
Verschiedene gehärtete Stifte

#### Gehärteter Stift
Um schmale Leisten vernageln zu können, ohne dass sich das Holz spaltet, werden feine Stifte benötigt. Gehärtete Stifte haben den Vorteil, dass sie bei ungleichmäßigem Einschlagen oder Auftreffen auf härteres Material nicht verbiegen. Sie können in der Regel auch in Wandputz eingeschlagen werden, um etwa Bilder aufzuhängen.
Alle Nägel und Stifte sind aus Stahl. Um die Biegefestigkeit zu betonen, werden allerdings meist nur gehärtete Drahtstifte explizit als Stahlnägel oder Stahlstifte bezeichnet. Gehärtete Stifte werden oft durch Brünieren, Bläuen oder Schwarzfärben mit einer dunklen Oberflächenschicht versehen.

### Doppelkopfnagel
Dies ist ein Drahtstift mit zwei hintereinander liegenden Köpfen. Das Entnageln temporär angebrachter Bretter oder Kanthölzer wird dadurch erleichtert, beispielsweise beim Ausschalen.

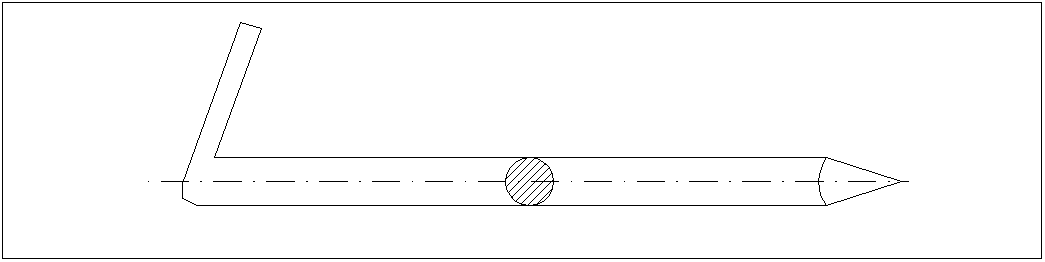
Hakennagel mit rundem Querschnitt

### Hakennagel
Hakennägel haben am Kopfende einen Haken und dienen z. B. zum schnellen Fixieren von Rohren im Mauerwerk, Befestigen von Kappleisten.

### Hufnagel

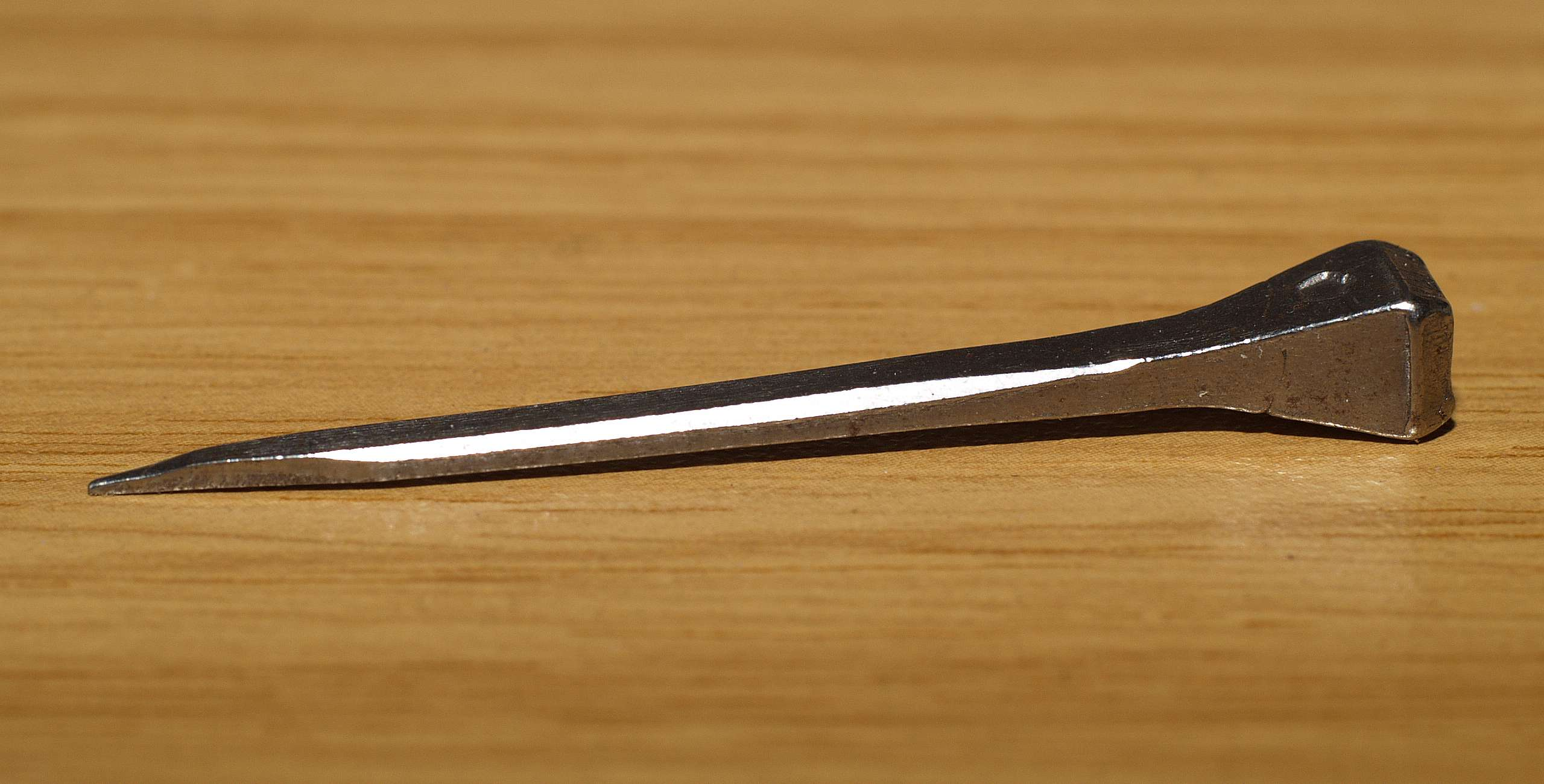
Hufnagel

Der Hufnagel ist ein Nagel mit einem vierkantigen Schaft und einem etwas größeren vierkantigen Kopf, der die Breite der Rille des Hufeisens hat. Gelegentlich finden sich auch noch handgeschmiedete Stücke. Die asymmetrische Spitze gewährleistet, dass der Nagel zur „Vernietung“ nach außen aus der Hufwand austritt.

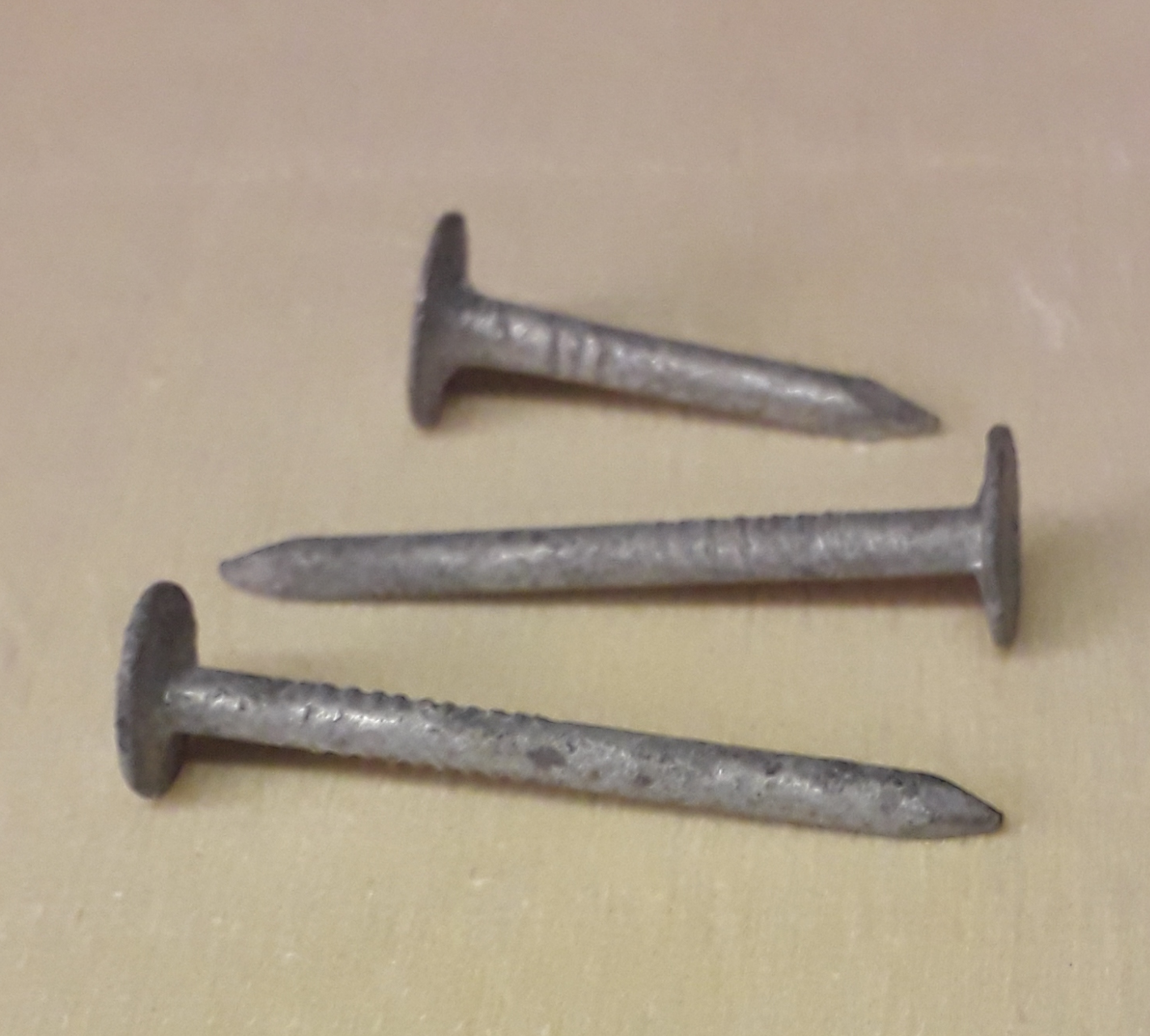
Oben: Dachpappnagel 2,5 × 25, unten: Schiefernägel 2,5 × 35

### Dachpappennagel oder Breitkopfstift
Mit Dachpappennägeln wird Dachpappe auf der Holzschalung fixiert. Heute werden sie meist maschinell mit Hilfe eines Druckluftnaglers eingetrieben. Dazu sind die einzelnen Nägel mit einem Draht zu einem Nagelgurt magaziniert. Dachpappennägel sind relativ kurz – 20 bis 35 mm – und besitzen einen relativ breiten Kopf, so wird ein Herausreißen der Dachpappe erschwert. Meist sind sie heute feuerverzinkt oder seltener auch verkupfert.
Kleinere Breitkopfstifte werden auch als Kammzwecken bezeichnet.

### Ankernagel

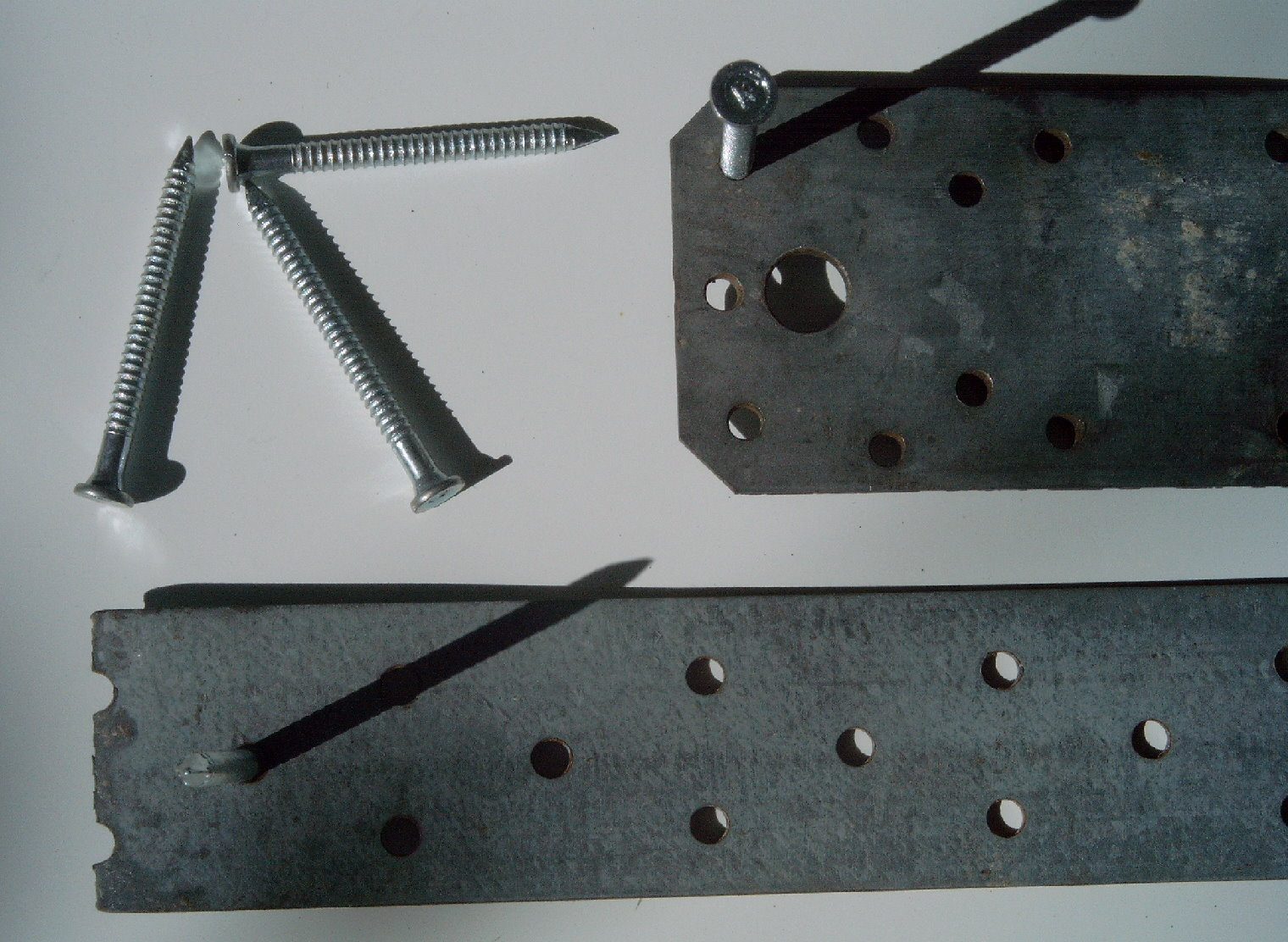
Ankernägel mit Flachverbinder und Lochblech (Rispenband)

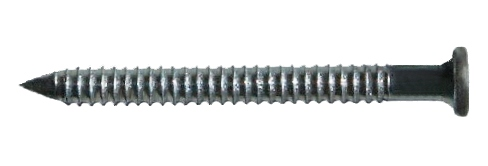
Ankernagel

Ein Ankernagel, auch als Kamm-, Rillen- oder Ringnagel bezeichnet, besitzt einen profilierten Schaft mit Querrillen, die in der Art eines Widerhakens zur Spitze hin angeschrägt und zum Kopf hin gerade abgeschnitten sind. Dadurch ergibt sich ein bis zum vierfachen erhöhter Auszugswiderstand in Holz. Mit Ankernägeln werden oft Blechteile (Lochbleche, Rispenband, Winkel) mit (tragenden) Holzkonstruktionen verbunden. Der gängige Durchmesser beträgt 4 mm bei einer Länge von meist 40 bis 60 mm. Holzverbindungen mit gelochten Blechprofilen werden vielfach anstelle der früher üblichen zimmermannsmäßigen Holzverbindungen eingesetzt, da sie den Holzquerschnitt weniger schwächen als Zapfenverbindungen.
Fügeverfahren mit Ankernägeln werden inzwischen auch bei der Herstellung von Fahrzeugaufbauten eingesetzt, wenn die
Stelle nur einseitig zugänglich ist und die Verbindung hauptsächlich auf Scherung belastet wird. Der Nagel wird pneumatisch und ohne Vorlochen der Bauteile eingetrieben. Im Vergleich zum Nieten ist der Prozess einfacher und billiger.

### Schraubnagel

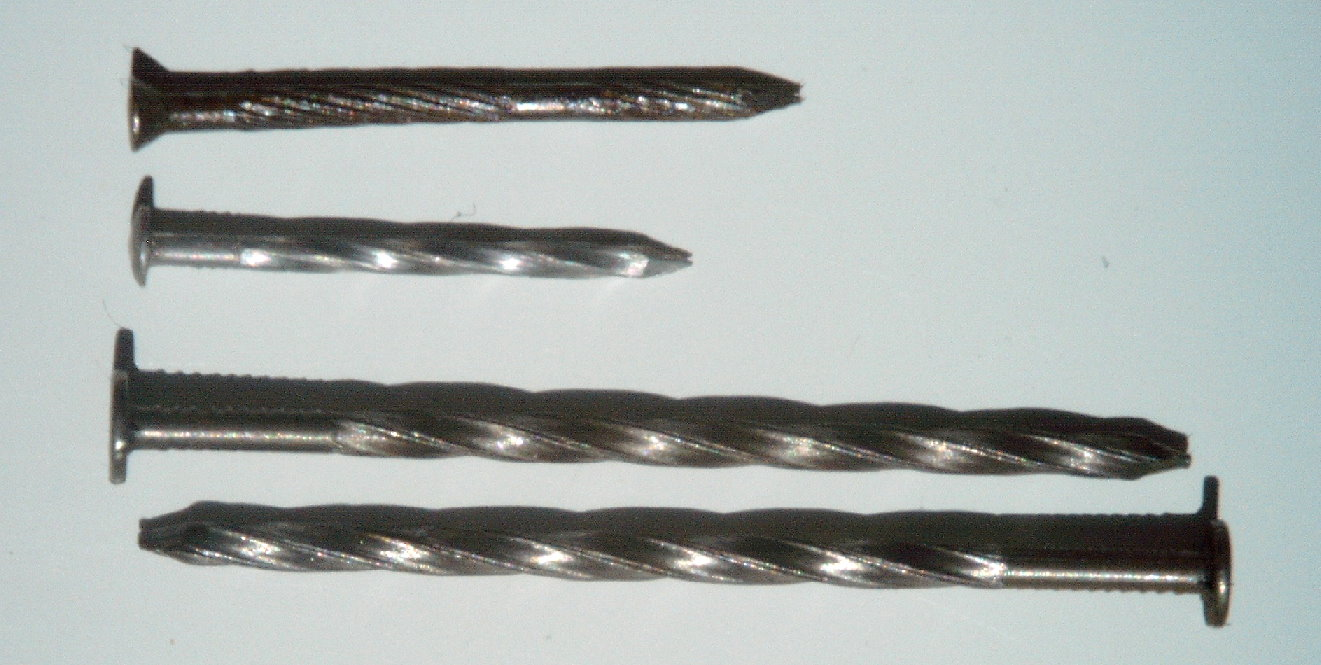
Schraubnägel

Ein Schraubnagel oder Gewindenagel ist ein Nagel, der statt des glatten Schaftes ein ganz oder teilweise steiles „Gewinde“ hat. Beim Einschlagen dreht sich der Nagel schraubenähnlich in das Holz, und durch die „Gewindeform“ wird ein größerer Auszugswiderstand erreicht. Dieser Nagel findet sich beispielsweise in der Holzpaletten-Herstellung.

### Schlagschraube
Schlagschrauben sind Schrauben, die sich aufgrund einer Nagelspitze und eines mit einem Schlagring versehenen Kopfes zum Einschlagen mit dem Hammer eignen. Das Schraubgewinde ist zur Spitze hin abgeflacht, so dass es sich beim Einschlagen nicht verhakt. Das Gewinde verkrallt sich beim Einschlagen mit dem Werkstoff oder dem verwendeten Wanddübel. Der Vorteil gegenüber dem Kammnagel besteht darin, dass Schlagschrauben einfach herausgedreht werden können, um die Verbindung zu lösen.

### Kerbnagel

Halbrundkerbnagel

Ein Kerbnagel besitzt drei Wulstkerben an seinem Umfang. Sie verformen sich beim Einschlagen des Kerbnagels in eine Bohrung. Diese (Sackloch-)Bohrung in einem Metallstück wird vorher mit dem Spiralbohrer gebohrt (Toleranzgrad H11). Kerbnägel und Kerbstifte ersparen das aufwändige Einpassen von Zylinderstiften. Mit dem Halbrundkerbnagel nach ISO 8746 (früher DIN 1476) oder dem Senkkopfkerbnagel nach ISO 8747 (früher DIN 1477) werden Schilder, Bleche, und Scharniere im Metallbau befestigt.

### Markierungsnagel

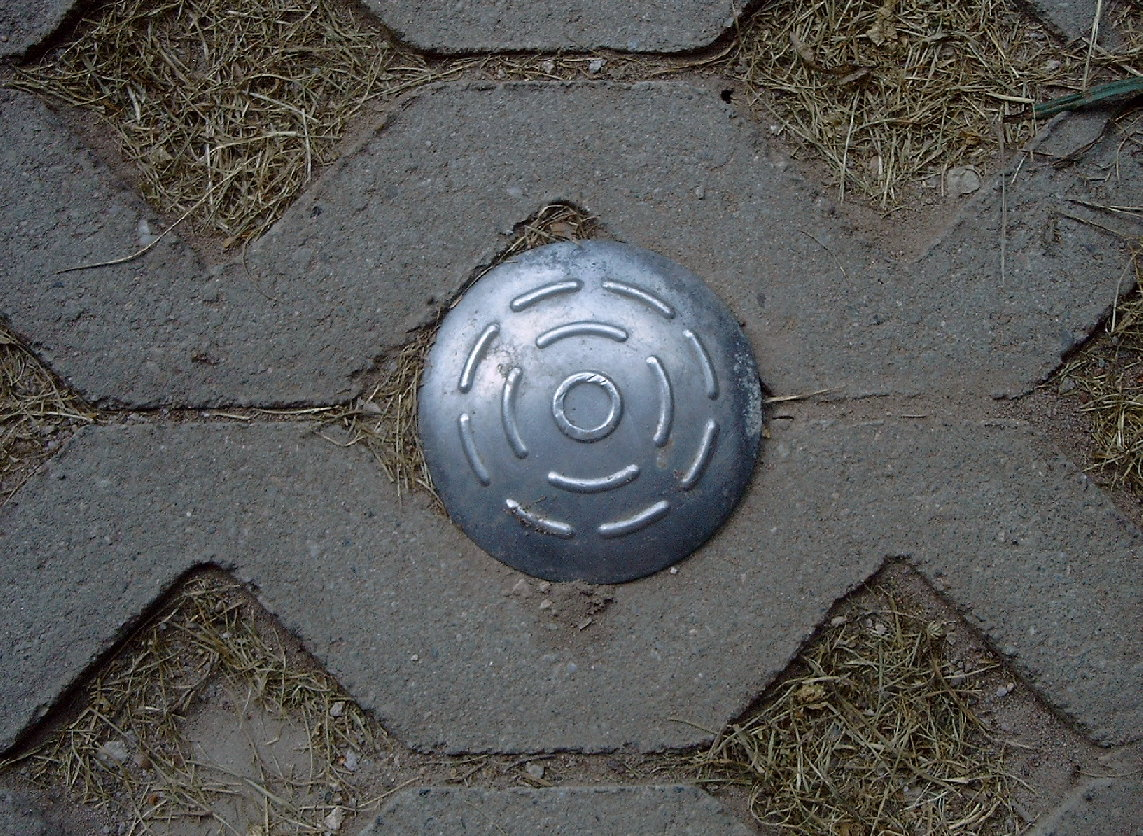
Markierungsnagel

Markierungsnägel finden sich im Straßenbau z. B. zur Begrenzung der Fahrbahn im Stadtbereich.
Durch ihre erhöhte Kopfform machen sie sich beim Überfahren sofort akustisch und durch Erschütterungen bemerkbar.
- Hergestellt aus Aluminium und mit einem Dorn versehen, werden sie dauerhaft im Boden verankert.
- Aus farbigem Kunststoff und manchmal mit Rückstrahlern versehen, werden sie bei Baumaßnahmen auf Autobahnen zur geänderten Spurführung aufgeklebt.

Auf geschotterten Bahnsteigen werden sie als Ersatz für die aufgemalte weiße Sicherheitslinie verwendet.

### Vermarkungsnagel

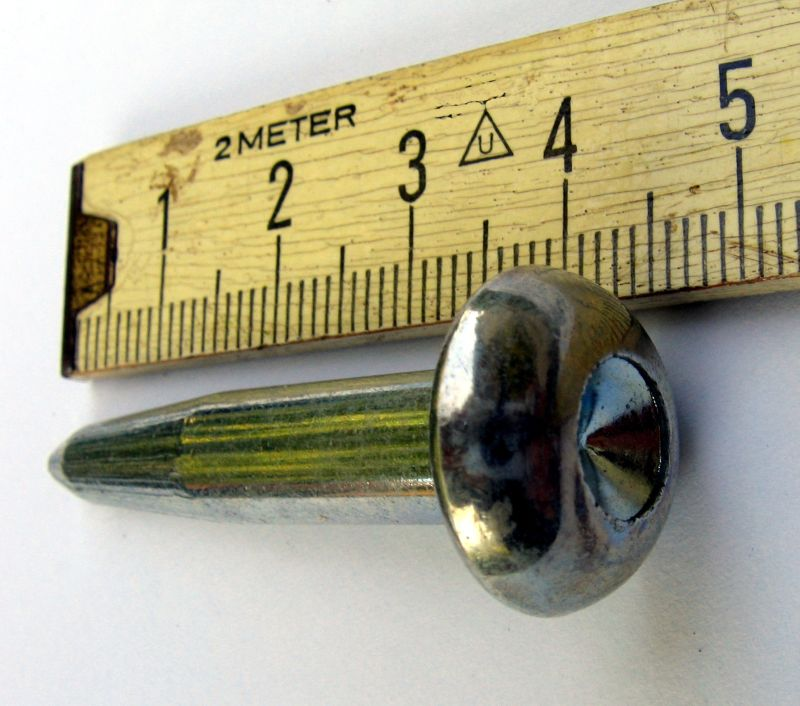
Vermarkungsnagel

Vermarkungsnägel sind Bodenmarken auf festem Straßenbelag wie Asphalt, Verbundsteinen usw., die zu Vermessungszwecken angebracht werden. Eine Einkerbung dient zur Aufnahme der Stahlspitze eines Fluchtstabs.

### Polsternagel
Polsternägel dienen zum Befestigen des zu beziehenden Stoffes bei Polstermöbeln. Sie zeichnen sich durch besonders große, meist halbrunde Nagelköpfe aus, die eine große Auflagefläche auf dem Gewebe bieten. Somit ist auch bei größerer Beanspruchung eine dauerhafte und sichere Befestigung des Bezuges auf dem Holzkörper gewährleistet. Im sichtbaren Bereich sind die Köpfe oft stilvoll gestaltet. Der Polsternagel wird daher nicht selten auch als Ziernagel bezeichnet. Er ist also nicht nur Befestigungselement, sondern kann bei entsprechender Reihung der Befestigungspunkte auch prägendes Stilelement sein (siehe Perlstab).

### Rinn- oder Rinneneisennagel
Rinneneisennagel oder Rinneisennagel, richtiger eigentlich als Rinnenträgernagel bezeichnet, werden zum Befestigen von Dachrinnenträgern an der Dachtraufe benutzt. Die Abmessungen betragen meist 4,2 × 80 mm.
Bei verzinkten Rinnenträgern werden feuerverzinkte Nägel, bei Kupferrinnenträgern Kupfernägel verwendet.

### Schuhnagel

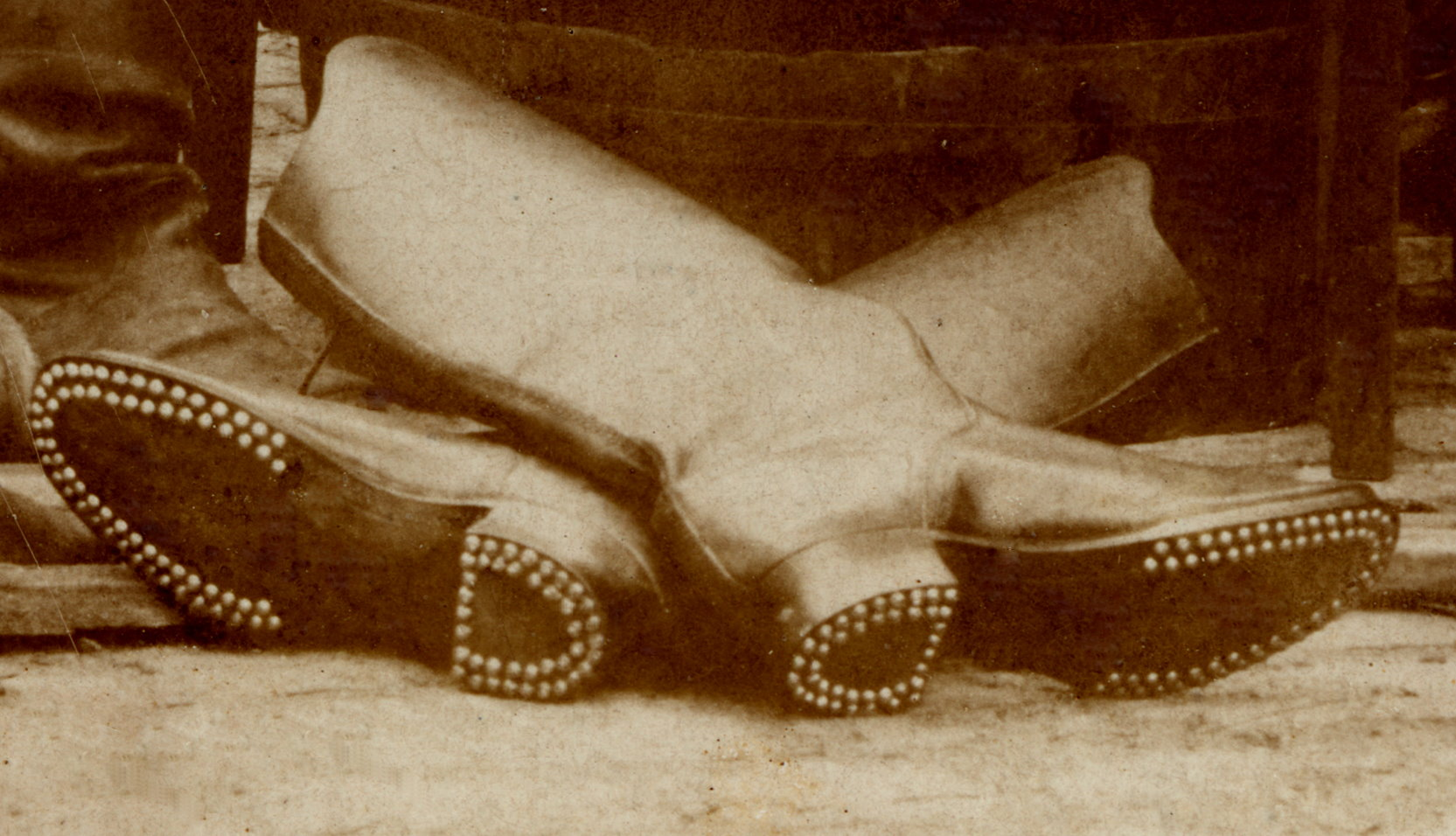
Genagelte Stiefel um 1900

Für besseren „Griff“ und längere Haltbarkeit wurden die Schuhsohlen mit besonderen Schuhnägeln versehen (siehe Bild).

### Handgeschmiedeter Schuhnagel
Für Militär- und Arbeitsschuhe wurden Schuhnägel von Hand geschmiedet.
Die folgenden Bilder zeigen handgeschmiedete Schuhnägel aus Sulz (am Rhein). Solche besonders dauerhaften und rutschfesten Schuhe oder auch Holzschlapfen werden volkstümlich kurz Genagelte genannt.

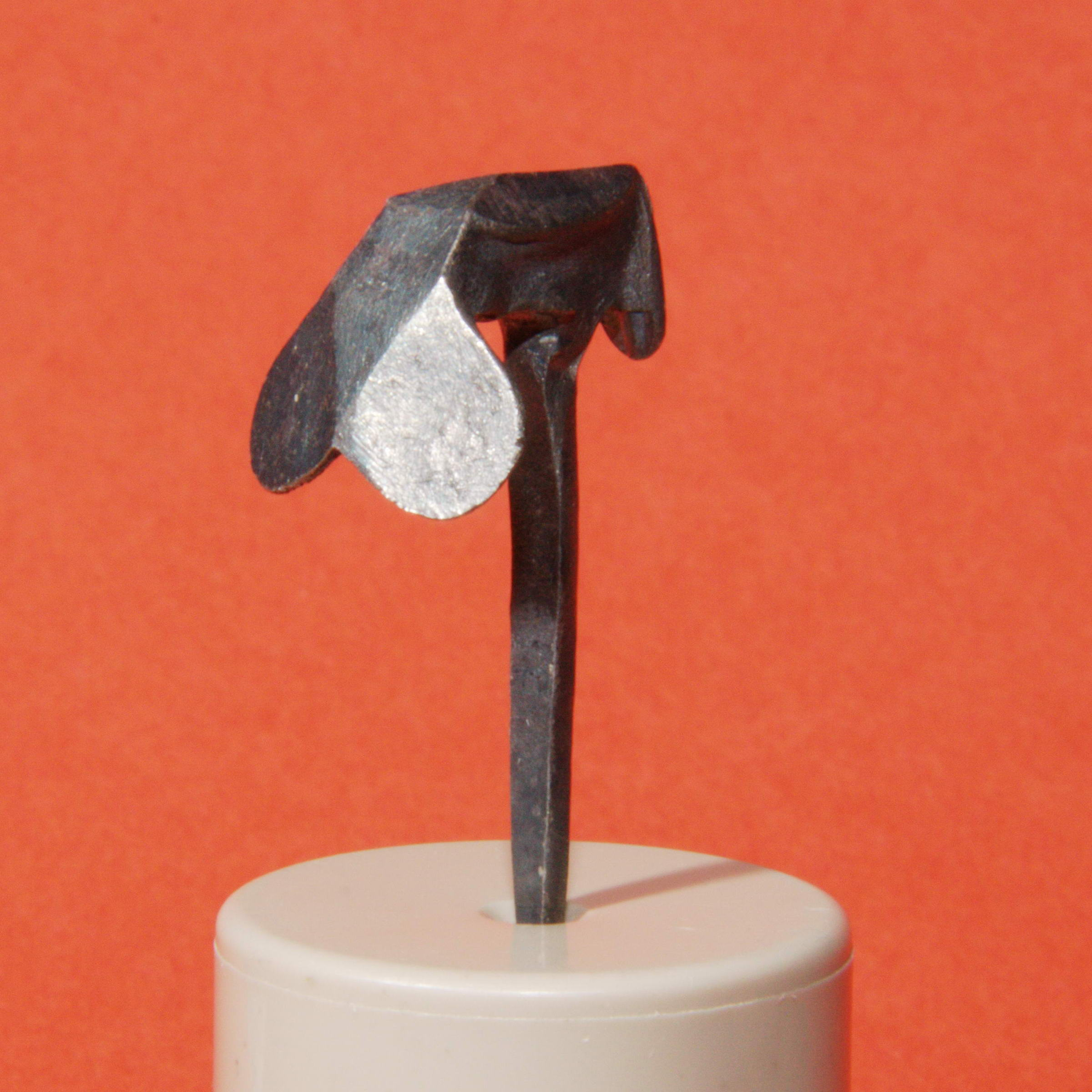
Firstkappennagel
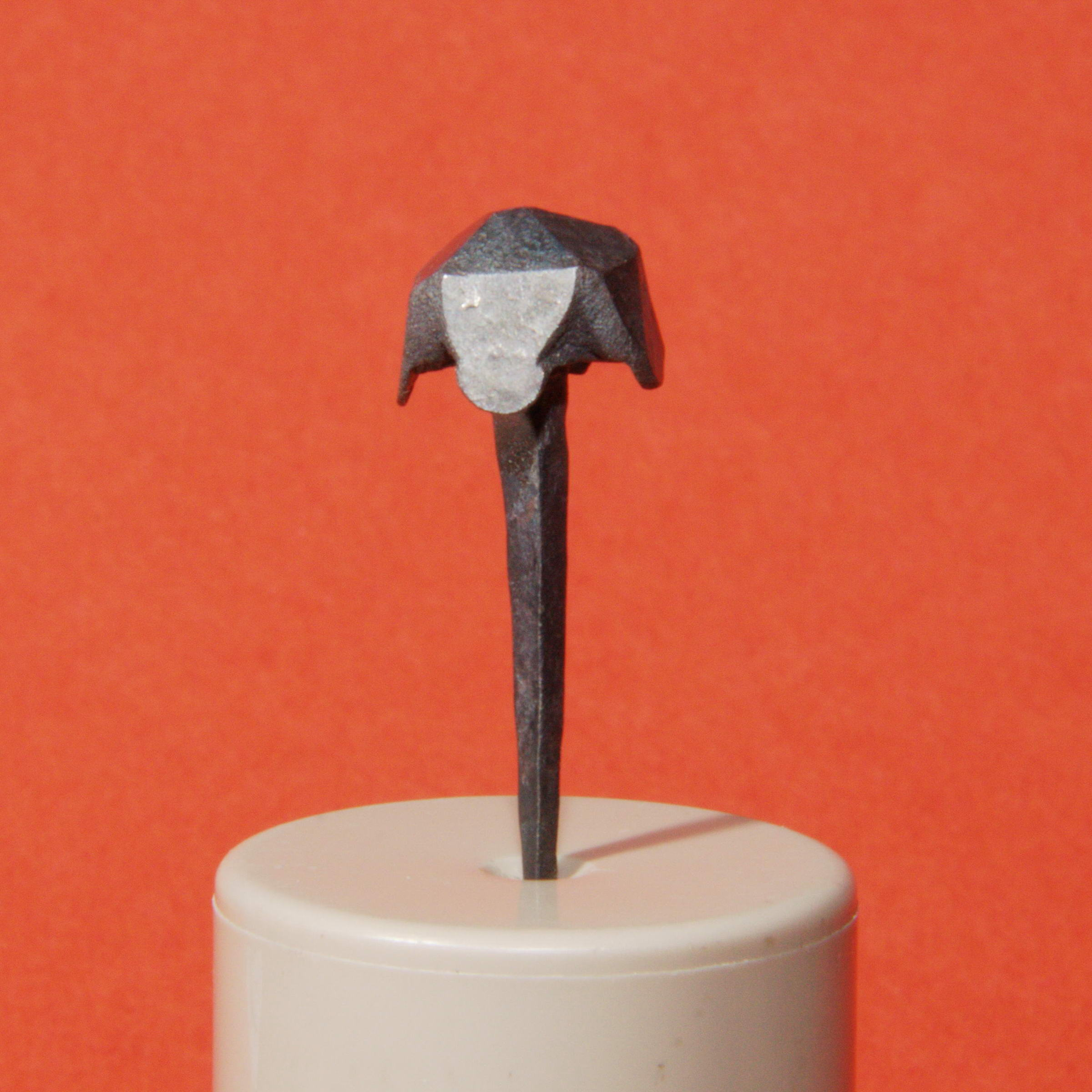
Mugger

Einem Kunstwerk ähnelnd, komplex gestaltet ist der Absatzeckennagel, welcher nicht von jedem Nagelschmied hergestellt werden konnte.

Absatzeckennagel
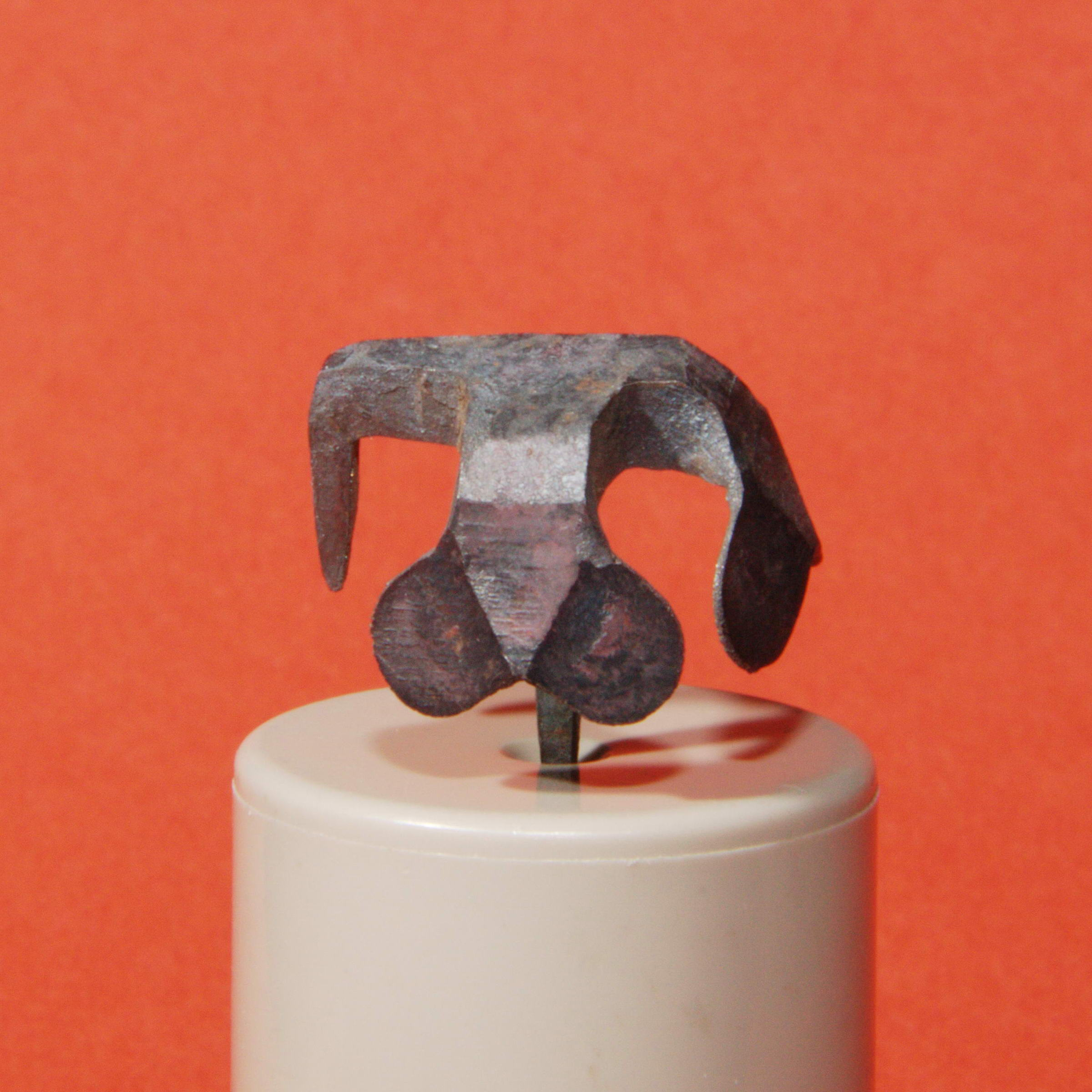
Seitlich
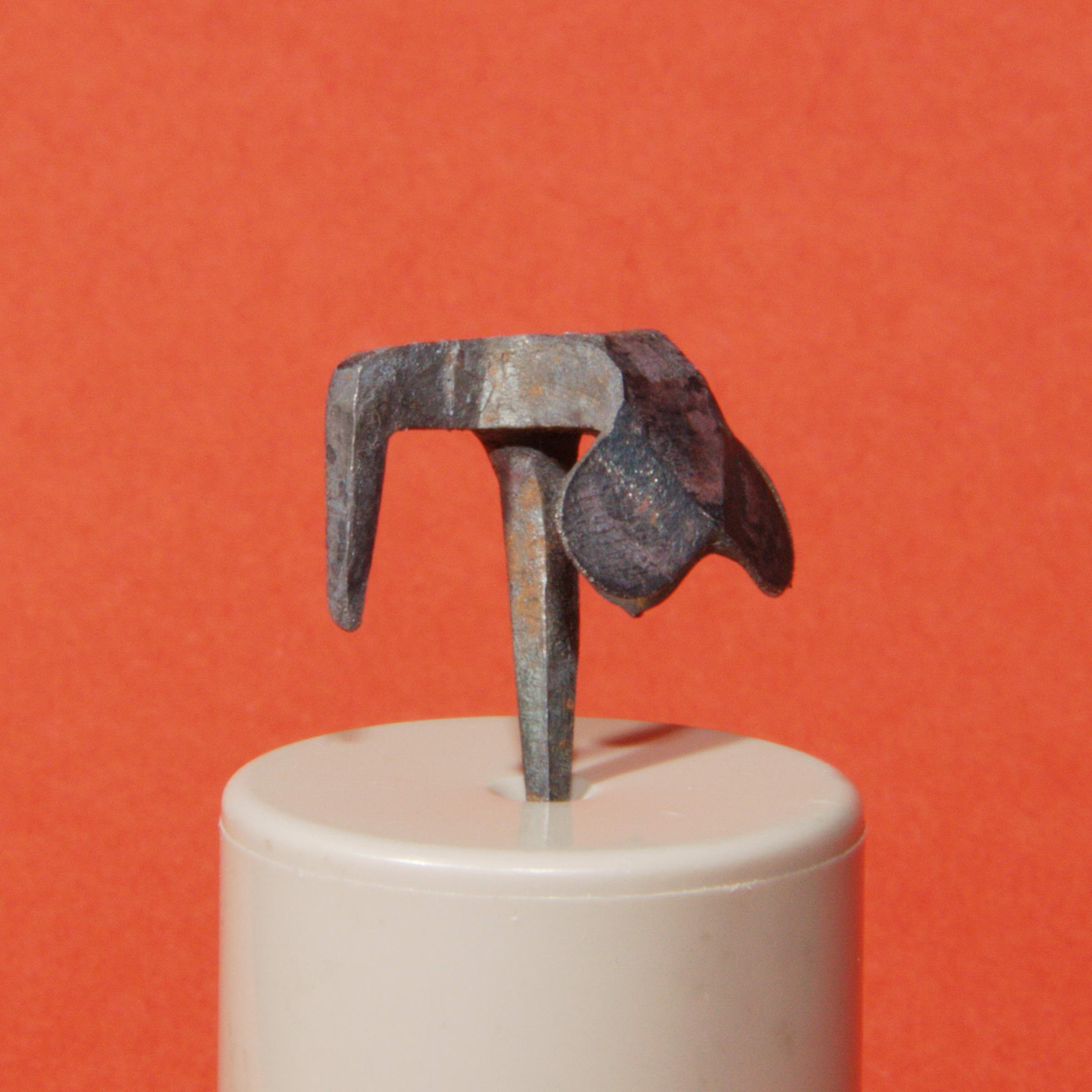
Seitlich
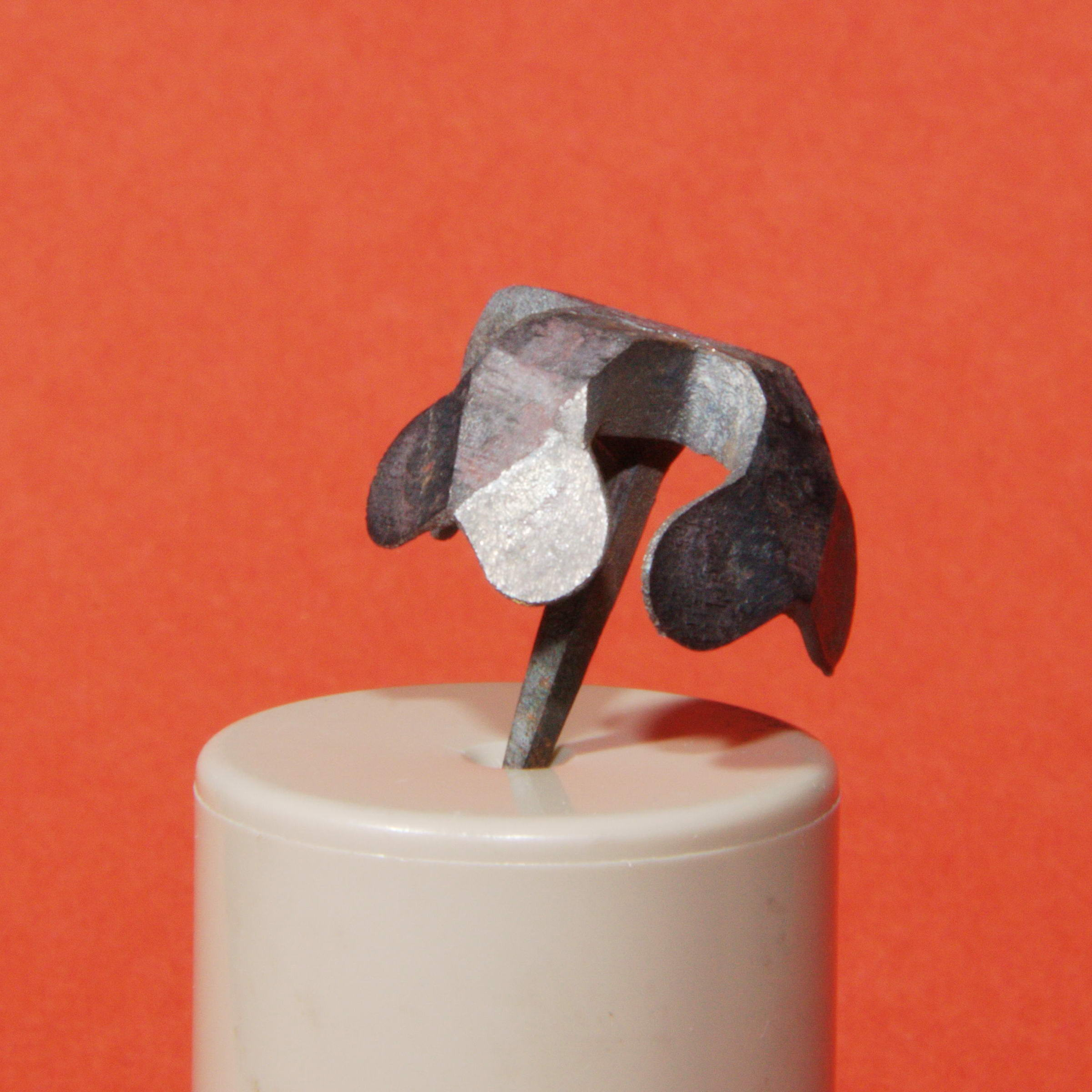
Rückseite
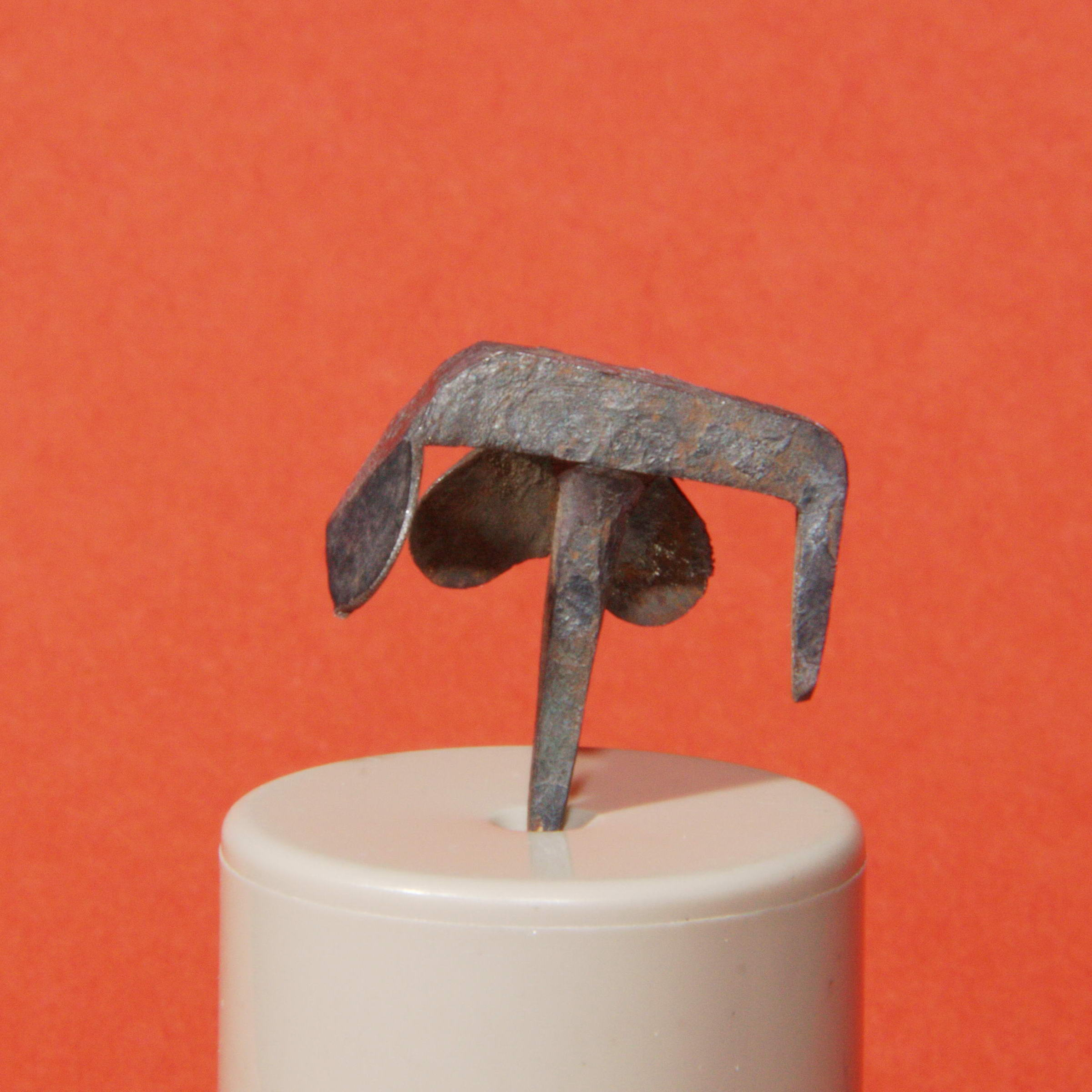
Frontseite

### Walknagel

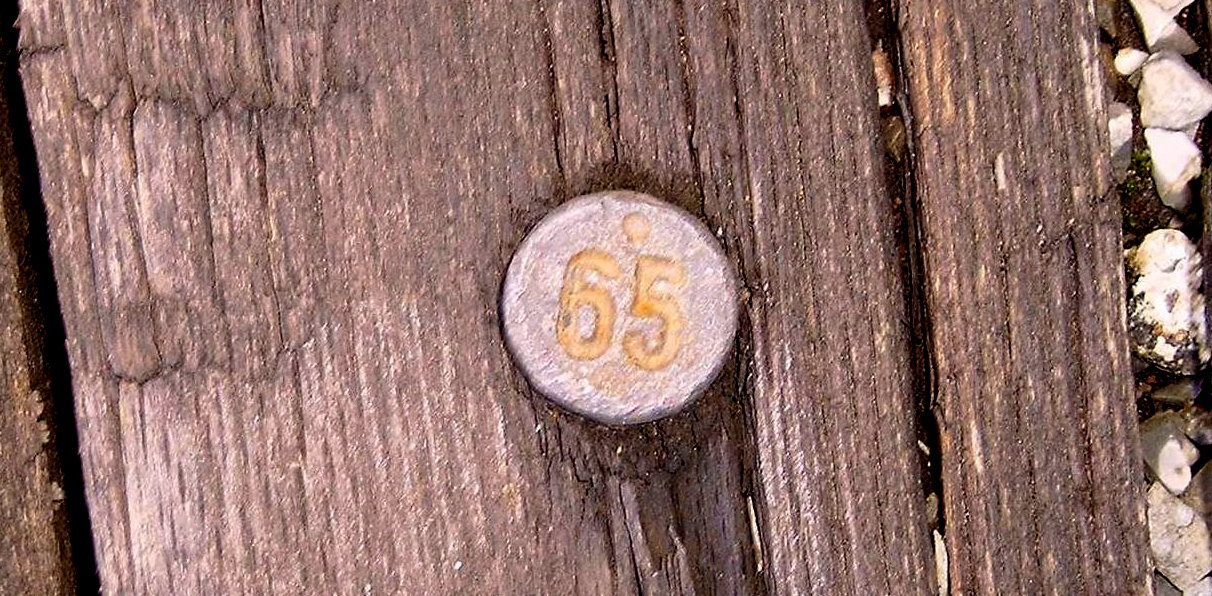
Bezeichnungsnagel Nageno (1965) Findet bis heute Verwendung zur Kennzeichnung aller Holzschwellen

Der Begriff ist lediglich die Beschreibung des Verwendungszwecks eines Nagels im Schuhmacherhandwerk. Einen speziellen Nagel, der nur dafür verwendet wird, gibt es nicht. Der hier als Walknagel bezeichnete ist ein zylindrischer Nagel mit einer pyramidalen Spitze. Er hat einen kleinen Durchmesser (ca. ½ mm), eine Länge von ca. 25–35 mm und einen flachen Kopf. Der Kopf hat einen Durchmesser von ca. 2½–3 mm. Er ist nicht zu verwechseln mit dem Täcks. Im Unterschied zu diesem fast ausschließlich im Schuhmacherhandwerk verwendeten Element kann der Walknagel auch zu anderen Zwecken, wie kleineren Holzverbindungen, genutzt werden. Im Schuhmacherhandwerk findet der „Walknagel“ während des Walkens des Leders bevorzugt Anwendung an Stellen, an denen für die Formgebung größerer Druck ausgeübt werden muss.

### Schwellennagel
Ein gekröpfter Nagel, der zur Befestigung von Schienen auf Eisenbahnschwellen diente. Diese Nagelform ist heute in Europa nicht mehr gebräuchlich, zur Befestigung werden Schrauben verwendet. Jüngere Schwellennägel kennzeichnen das Herstellungsjahr der Holzschwellen und bei Weichenschwellen noch zusätzlich die Schwellennummer.

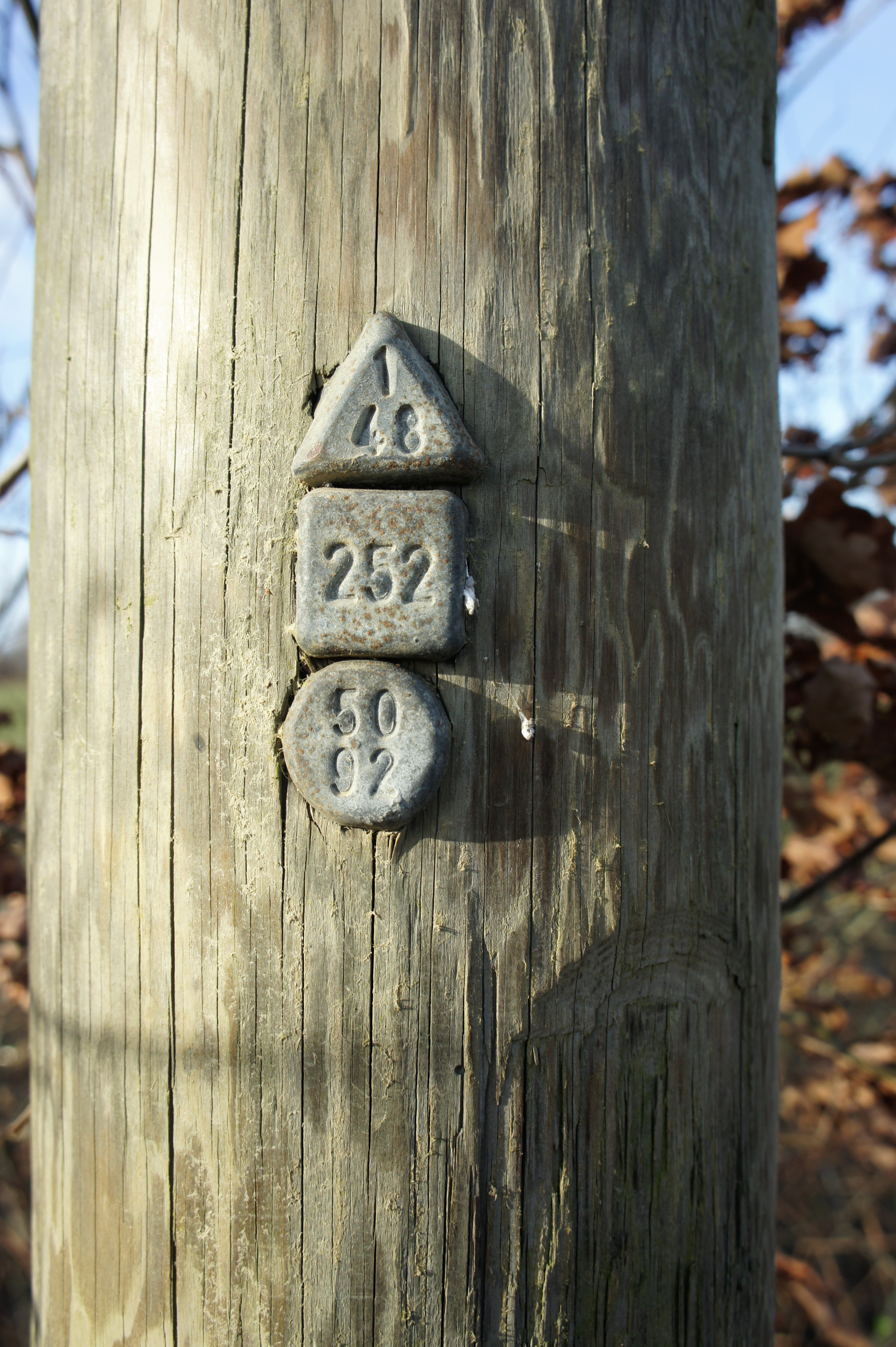
Bezeichnungsnägel an einem Telefonmast

### Bezeichnungsnagel
Bezeichnungsnägel dienen der Kennzeichnung beispielsweise von Telefonmasten. Hier werden die Masten meist durch dreieckige, viereckige und runde Nägel mit eingestanzten Zahlen typisiert. Da nur geringe Stückzahlen anfallen, sind zur Produktion noch alte, eigentlich technisch überholte Maschinen im Einsatz.

### Spiekernagel
Bezeichnung in Norddeutschland für einen großen viereckigen Schiffsnagel mit flachem Kopf (siehe Bild oben).

### Stiftdraht
Der Stiftdraht findet in der Glaserei Verwendung.

### Zeltnagel
Ein Zeltnagel, auch Leinen-, Seil-, Spannnagel, ist ein Verankerungsstift beim Camping mit einem Haken am Kopf.

Der Erdnagel für allgemeine technische Verwendung hat einen gestauchten Kopf.

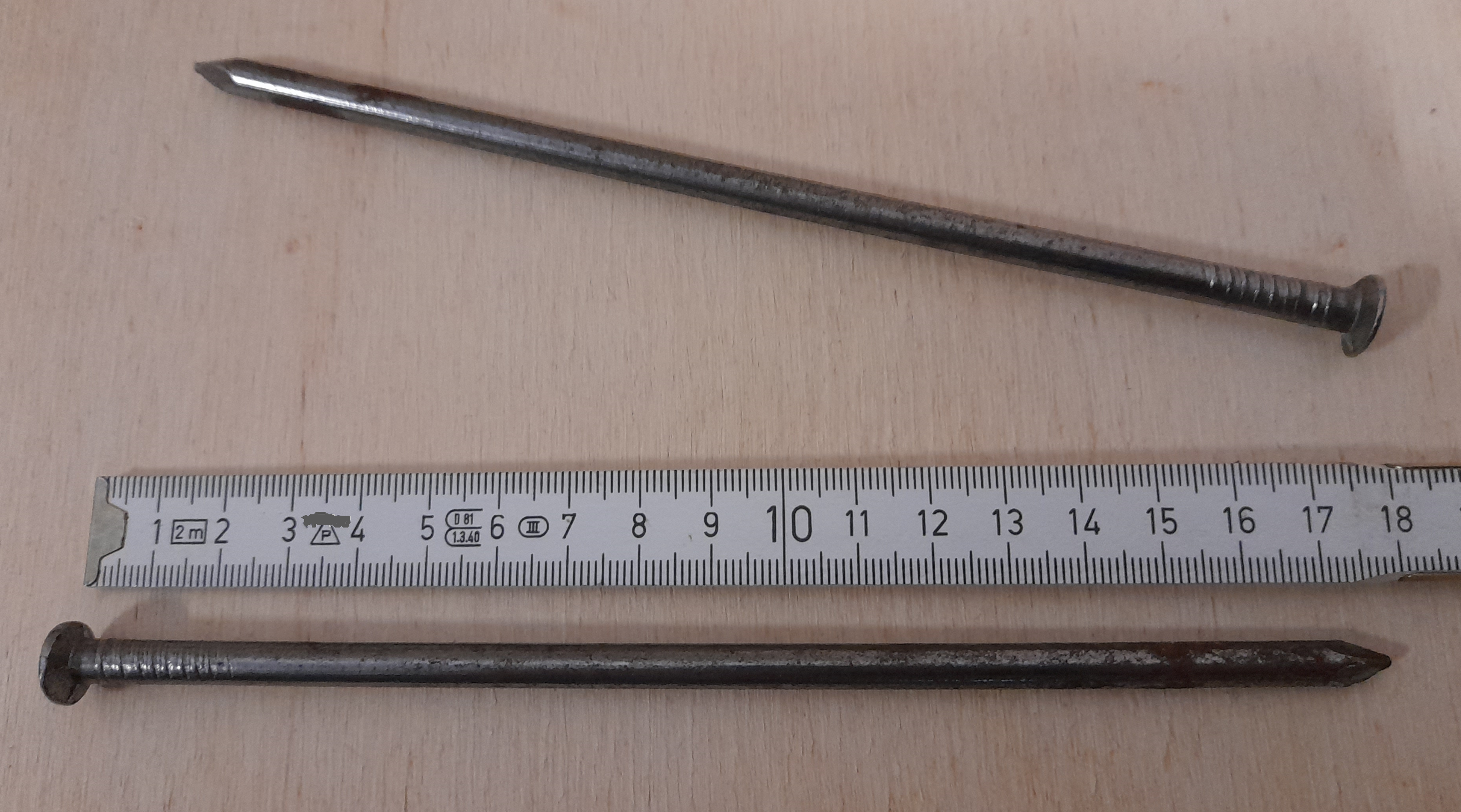
Zimmermannsnagel 6,0 × 180

### Zimmermannsnagel
Der Zimmermannsnagel ist ein Nagel mit einer Länge von 18–27 cm bei einem Durchmesser von 5–7 mm. Im allgemeinen Sprachgebrauch werden alle größeren Nägel als solche bezeichnet, z. B. Sparrennagel oder Jesusnagel. Meist wird im zu befestigenden Teil entsprechend vorgebohrt.

## Tätigkeit
Die Tätigkeit des Einschlagens von Nägeln wird nageln genannt. Dieses Fügeverfahren gehört zur Gruppe An- und Einpressen. Um zu verhindern, dass sich das Holz spaltet, können die Spitzen der Nägel vorher stumpf geschlagen werden. Dadurch werden die Holzfasern durchtrennt statt verschoben, was die Spannungen vermindert und bei runden Nägeln gleichzeitig die Abdichtung des Nagels gegen eindringendes Wasser (Korrosionsschutz) verbessert. Alternativ wurden geschmiedete viereckige Nägel früher zur Faserrichtung des Holzes ausgerichtet, um die Holzfasern entsprechend zu trennen.
Das traditionelle Werkzeug zum Nageln ist der Hammer.

### Magazinierte Nägel

Tackernägel für einen Handtacker

Wenn größere Flächen, z. B. eine Schalung aufgebracht werden müssen, werden Apparate benutzt, welche die Nägel mechanisch, hydraulisch oder per Druckluft einschießen. 

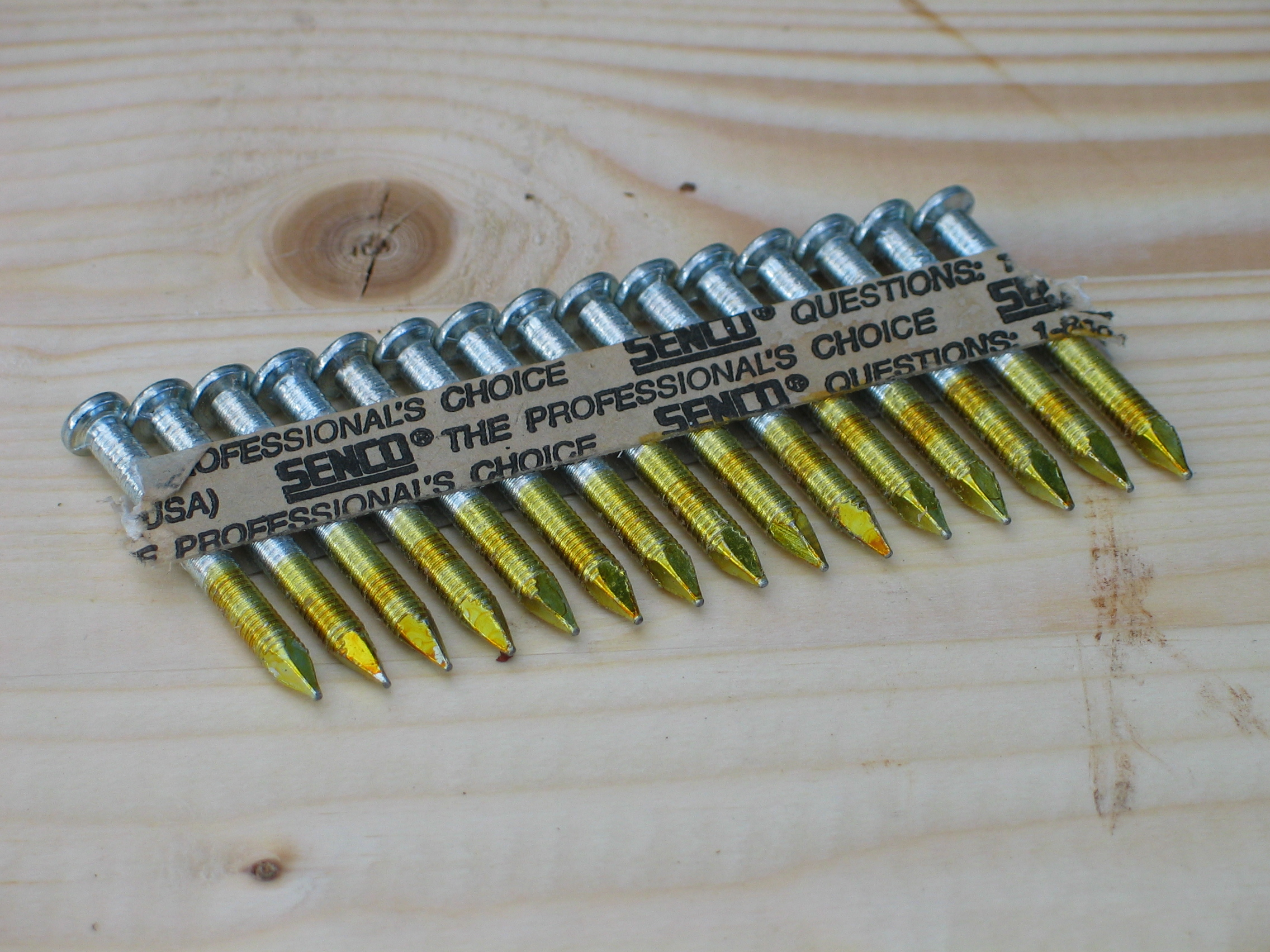
Papiergebundene geharzte Ankernägel

Magazinierte Nägel werden u. a. zum Verschießen in Druckluftnaglern verwendet. Um ein automatisiertes Nageln zu ermöglichen, müssen die einzelnen Nägel in „Nagelstreifen“ miteinander verbunden sein. Es gibt folgende Arten:
- leimgebunden
- drahtgebunden
- Plastikband-gebunden
- papiergebunden

### Abgeleitete Bedeutung
Nageln hat umgangssprachlich noch andere Bedeutungen, zum Beispiel im Zusammenhang mit Klopfgeräuschen im Verbrennungsmotor oder dem Geschlechtsverkehr.

### Museale Darstellung
In Löchgau gibt es das Nagelmuseum.